# Alejandro Hoffman
Alejandro Hoffman est un joueur d'échecs argentin puis uruguayen né le 26 octobre 1966 à Buenos Aires. 
Il est affilié à la Fédération uruguayenne des échecs depuis novembre 2018.
Au 1er février 2021, il est le deuxième joueur uruguayen avec un classement Elo de 2 474 points.

## Biographie
Grand maître international depuis 1998, Alejandro Hoffman finit deuxième du championnat d'Argentine d'échecs en 1997-1998 et en 1999.
Il représenta l'Argentine lors de trois olympiades :
- en 1990, il marqua 5 points sur 8 comme premier échiquier de réserve ;
- en 1998, il marqua 5 points sur 9 au troisième échiquier ;
- en 2000, il marqua 7,5 points sur 12 au quatrième échiquier.

En 1998, il finit deuxième du tournoi zonal de Córdoba en Argentine avec 7,5 points marqués sur 11. Ce résultat le qualifiait pour le Championnat du monde de la Fédération internationale des échecs 1999 à  Las Vegas où il fut battu au premier tour par Vladislav Tkachiev.
En 2001, il finit à la 2e-8e place ex æquo du championnat continental américain à Cali en Colombie, avec 8 points sur 11 parties. Ce championnat était un tournoi zonal et Hoffman se qualifia pour le championnat du monde de la Fédération internationale des échecs 2001-2002 à Moscou où il fut battu au premier tour par Peter Svidler.